# Голубович Василь Васильович
Василь Васильович Голубо́вич (біл. Васіль Васілевіч Галубовіч; 10 січня 1910, Коханово — 29 грудня 1991, Мінськ) — радянський художник театру і педагог.

## Біографія
Народився 28 грудня 1909 [10 січня 1910] року в селі Кохановому (нині селище міського типу Толочинського району Вітебської області, Білорусь). Протягом 1927—1932 років навчався у Київському інституті пролетарської мистецької культури, де був учнем Федора Кричевського, Зіновія Толкачова.
Упродовж 1933—1941 років працював художником театру у Дніпропетровську: у Театрі юного глядача та Театрі опери та балету; у 1943—1946 роках — художником театру у Саратові: у Театрі юного глядача і Театрі імені Карла Маркса; у 1946—1958 роках обіймав посаду головного художника в Казахському драматичному театрі в Алмати, одночасно протягом 1947—1958 років викладав в Алматинському художньому училищі.
З 1958 року працював у театрах Мінська, де у 1958—1962 роках обіймав посади головного художника Театру імені Янки Купали та у 1963—1973 роках — головного художника Російського драматичного театру Білоруської РСР, одночасно упродовж 1959—1964 років викладав у Білоруському театрально-художньому інституті. Помер в Мінську 29 грудня 1991 року.

## Творчість
Оформив вистави:
Дніпропетровський театр юного глядача
- «Осада Лейдена» Ісидора Штока (1933);

Дніпропетровський театр опери та балету
- «Ромео і Джульєтта» (1937);
- «Енеїда» Миколи Лисенка (1937; цикли ескізів зберігаються у Музеї театрального, музичного та кіномистецтва України);
- «Отелло» (1939);
- «Раймонда» Олександра Глазунова (1940);

Саратовський драматичний театр
- «Сталінградці» Юлія Чепуріна (1944);
- «Одруження Бальзамінова» Олександра Островського (1945);

Казахський драматичний театр
- «Господиня готелю» Карло Ґольдоні (1947);
- «Таланти і шанувальники» Олександра Островського (1949);
- «Абай» за Мухтаром Ауезовим (1949, варіант — 1951; Сталінська премія);
- «Гроза» Олександра Островського (1950);
- «Амангельди» Габіта Мусрепова (1952);
- «Шовкове сюзане» Абдулли Каххара (1953);
- «Фархад і Ширін» Назима Хікмета (1955);
- «Чокай Валіханов» Сабіта Муканова (1956);
- «Приборкання норовливої» Вільяма Шекспіра (1957);

Білоруський театр імені Янки Купали
- «Дні нашого народження» Івана Мележа (1958);
- «Щоб люди не журилися» Андрія Макайонка (1959);
- «Смерть воєводи» Юліуша Словацького (1959);
- «Воскресіння» за Львом Толстим (1961);

Російський драматичний театр Білоруської РСР імені Максима Горького
- «День народження Терези» Георгія Мдівані (1962);
- «Піднята цілина» за Михайлом Шолоховим (1963);
- «Антоній і Клеопатра»  Вільяма Шекспіра (1964);
- «Головна ставка» Костянтина Губаревича (1965);
- «Маскарад» Михайла Лермонтова (1966);
- «Марія» Афанасія Салинського (1970);
- «Птахи нашої юності» Йона Друце (1972);

Київський театр оперети
- «Черевички» Олександра Радченка і Всеволода Рождественського (1967);

Брестський театр драми
- «Варвари» Максима Горького (1979).

Брав участь у республіканських і всесоюзних мистецьких виставках з 1934 року.

## Відзнаки
- Сталінська премія (1952; за постановку п'єси «Абай»);
- Заслужений діяч мистецтв Казахської РСР (1954);
- Заслужений діяч мистецтв Білоруської РСР.